# Indig Ottó László
Indig Ottó, teljes nevén Indig Ottó László (Gyertyámos 1936. október 18. – Nagyvárad, 2005. december 9.) romániai magyar irodalomtörténész, művelődéskutató, kritikus.

## Életútja
A középiskolát Nagyváradon végezte, diplomát szerzett magyar nyelv- és irodalom szakon a Babeș–Bolyai Tudományegyetemen (1960), majd doktori diplomát 1975-ben. A nagyváradi Állami Bábszínház irodalmi titkára volt 1961–1962 között, majd Szalárdon, 1961–1982 között a nagyváradi az 1. számú Általános Iskolában és 1984-től a Történelem-Filológia Líceumban tanított. 1990-től főmunkatársként közreműködött a Kelet–Nyugat irodalmi hetilapnál, 1992-ben a Bihari Naplónál, 1993-ban az Erdélyi Naplónál. 1993-tól a Sulyok István Főiskolán tanított. 2002-től alapítója és szerkesztője a Várad című folyóiratnak.
Évtizedek során aktívan követte Nagyvárad kulturális életét, a sajtóban tükrözve a képzőművészet eseményeit is. Baráti kapcsolatban állt több kortárs festővel, komoly gyűjteményt kialakítva, amelynek java részét a 20. századi magyar festészet képezi, különös hangsúllyal a nagybányai művésztelep több nemzedékére. A nagyváradi Dávid Galéria (1992) és később 2002-ben az Empire Galéria alapítója.

## Megjelent kötetei
- Nagyváradi színikritikák a Holnap évtizedében, Bukarest, 1975;
- Juhász Gyula Nagyváradon, Bukarest, 1978;
- Nincs szebb jövendők májusánál. Juhász Gyula életútja, Dacia Könyvkiadó Kolozsvár, 1980;
- Csak egy igaz versért élek. Horváth Imre költészetéről, Kolozsvár, 1981; Kismonográfiák sorozat.
- A nagyváradi színészet másfél évszázada (1798–1944), Kriterion Könyvkiadó Bukarest, 1991;
- Váradi Parnasszus. Irodalmi és sajtóélet a századfordulón, Literátor Könyvkiadó Nagyvárad, 1994;
- Arca az időnek, kritikák, tanulmányok, portrévázlatok, Literátor Könyvkiadó Nagyvárad, 1996;
- A magyar irodalom vázlatos története, Scripta kiadó, Nagyvárad, 1998;
- A nagyváradi újságírás története. Oradea, Bihari Napló kiadó Nagyvárad, 1999;
- Kemény szavak kövével. Nagyvárad, Convex Kiadó, 2001. (Ady Endre nagyváradi éveiről);
- Váradi színháztörténeti jelenetek, Nagyváradi Ady Társaság könyvkiadója, 2004;
- Emlék ma már.... Egy váradi életkrónika (autobiográfia), Literátor könyvkiadó, 2004;
- Tolnay. Europrint Könyvkiadó, Nagyvárad, 2005 (Tolnay Tibor (1932-2009) nagyváradi festőművész munkásságáról)
- Válogatta, sajtó alá rendezte és bevezető tanulmányát írta Horváth Imre Betűkre bízom című verseskönyvének (Dacia Kiadó, Kolozsvár, 1982);
- Előszavát írta Serge Grandvaux A francia élet krónikája című kötetének mely Indig Pál fordításában jelent meg (Analog Kiadó, Nagyvárad, 1995).
- Százéves a Napló. Jubileumi album társszerzője Szántó Sándor, Szűcs László és Králik Lorandal (Bihari Napló Kiadó, Nagyvárad, 1998.)
- A nagyváradi színjátszás 1840-1870 között c. tanulmánynak (24–53 o.) szerzője, mely megjelent az 1848 üzenete című kötetben, a Magyarság az ezredvégen sorozatában, az Erdélyi Népfőiskolai Collegium kiadásában (Nagyvárad, 1999)
- Szerkesztette (Mihálka Zoltánnal) a Sanctus Ladislau rex. Kalendarium. Varadinum 1192 - 1992 c. kiadványt. Literatus Kiadó, Nagyvárad, 1992.[2]

## Társasági tagság
- A nagyváradi Ady Endre Társaság elnöke volt.